# Olga Guillot
Olga Guillot (Santiago de Cuba, 9 oktober 1922 – Miami Beach (Verenigde Staten), 12 juli 2010) was een Cubaans zangeres. Zij werd de "koningin van de bolero" genoemd.
Als tiener vormde zij met haar zus Ana Luisa het "Duo Hermanitas Guillot". Pas in 1945 werd haar talent als bolerozangeres ontdekt door de belangrijke Cubaanse muziekbaas Facundo Rivero. Zij debuteerde in een bekende nachtclub in Havana. Kort nadien ontmoette ze Miguelito Valdés, die haar naar New York bracht, waar Guillot haar eerste album opnam bij Decca. Guillot vestigde zich in 1948 in Mexico, waar zij een carrière opbouwde van internationale zangeres en actrice. Zij kende er haar eerste successen.
In 1954 nam zij het lied "Mienteme" ("Belieg me") op, dat een hit werd in Latijns-Amerika en haar in Cuba drie opeenvolgende keren de prijs van beste zangeres opleverde. In 1958 maakte zij een eerste Europese tournee met optredens in Italië, Frankrijk, Spanje en Duitsland. Zij zong samen met de legendarische Édith Piaf tijdens een concert in Cannes.
Guillot hield in Cuba een woning aan, naast haar woning in Mexico. Zij was echter een tegenstandster van de regering van
Fidel Castro en besloot in 1961 Cuba te verlaten en zich in Venezuela te vestigen. Korte tijd later verliet zij Venezuela en werd Mexico haar enige verblijfplaats. Zij bleef de wereld rondreizen en zong onder meer in Israël, Japan en Hongkong. In 1963 kreeg Guillot de "Gouden Palm " als beste bolerozangeres van Latijns-Amerika. In 1964 zong ze als eerste Latino artieste in Carnegie Hall. Zij bleef de volgende 40 jaar rondreizen. Guillot bracht meer dan 50 albums uit en kreeg diverse onderscheidingen voor haar muziekprestaties. Ze was ook goed bevriend met Celia Cruz, die zij haar "zuster" noemde. Haar platen en haar muziek waren in Cuba verboden. Guillot had harde kritiek op de politiek van Castro tegenover de Cubanen.

## Discografie
Met Panart Records
- 3105 Sus Primeros Exitos (1946)

Met Puchito Records
- MLP-509 Olga Guillot (1954)
- MLP-515 Romance y Melodia (1956)
- MLP-525 Olga Guillot (1957)
- MLP-526 Intimidades (1958)
- MLP-530 Creaciones de la Guillot (1958)
- MLP-538 Olga en Mexico (1959)
- MLP-555 Olga de Cuba (1960)
- MLP-559 Comunicando (1961)
- MLP-564 Lo mejor de Olga Guillot (1963)
- MLP-580 La Insuperable Olga (1964)

Met Musart Records
- DM-672 Olga(1961)
- DM-751 Canciones de Maria Grever (1962)
- DM-855 Temperamental (1963)
- DM-935 Añorando el Caribe (1964)
- DM-959 12 Exitos Romanticos (1964)
- DM-1060 Mas Exitos Romanticos (1965)
- DM-1180 Y siguieron los Exitos (1966)
- DM-12561 Bravo (1967)
- DM-1280 Adoro & Celoso (1967)
- DM-1312 Olga le canta a America (1968)
- DM-1360 Olga Guillot interpreta a Manzanero (1968)
- DM-1423 Olga Guillot Volumen 14 (1969)
- DM-1572 La mujer que te ama (1970)
- DM-1507 Quien da mas? (1971)
- DM-1576 Y ahora....Olga (1972)

Met CBS Records
- 1479 Se me olvido otra vez (1976)

Met Orfeon Records
- 11473 Lo nuevo de Olga (1978)

Met Interdisc Records
- 526066 Para mi publico (1982)

Met Warner Records
- 87844-2 Faltaba yo (2001)